# Ibn Sahl (matemàtic)

Interpretació de la construcció d'Ibn Sahl. Si la relació de longituds es manté igual a llavors els raigs compleixen la llei de lls sins a llei de Snell. La hipotenusa interior del triangle rectangle mostra la trajectòria del raig incident i l'altra hipotenusa representa una extensió del camí del raig refractat si el raig incident troba al seu pas un cristall la superfície del qual és vertical en el punt on s'encreuen les hipotenuses. La longitud de la major hipotenusa dividida per la longitud de la menor és l'índex de refracció del cristall

Abu-Sad al-Alà ibn Sahl (àrab: أبو سعد العلاء بن سهل, Abū Saʿd al-ʿAlāʾ ibn Sahl), més conegut simplement com a Ibn Sahl, (c. 940–1000) fou un matemàtic i físic persa musulmà de l'edat d'or de l'islam, associat a la cort de la dinastia buwàyhida de Bagdad. Autor d'un tractat sobre òptica, formulà la llei de Snell sis segles abans que es redescobrís a Europa.

## Semblança
El seu nom no permet deduir-ne el lloc d'origen. Ibn Sahl és conegut per haver escrit un tractat sobre òptica al voltant de l'any 984. El 1993 Roshdi Rashed reconstruí el text del tractat a partir de dos manuscrits: Biblioteca al-Zahiriyya (Damasc), Ms. 4871, 3 folis, i Biblioteca Millī (Teheran), Ms. 867, 51 folis. El manuscrit de Teheran és molt més extens, però està en mal estat, i el de Damasc conté una secció totalment perduda en l'altre. El fragment del manuscrit de Damasc du el títol في الآلة المحرقة, Fī al-āla al-muḥriqa, ‘Sobre la màquina incendiària’, i el de Teheran té un títol afegit a posteriori per una altra mà: كتاب الحراقات, Kitāb al-ḥarrāqāt, ‘Llibre dels dispositius incendiaris'.
Ibn Sahl fou el primer estudiós musulmà conegut que analitzà l'òptica de Claudi Ptolemeu; esdevingué un precursor important d'un text molt més influent, el Llibre d'òptica d'Ibn al-Hàytham, escrit uns trenta anys després. Ibn Sahl tractà les propietats òptiques d'espills corbs i lents, i es considera el descobridor de la llei de refracció (coneguda actualment com a llei de Snell).
El matemàtic persa emprà aquesta llei per a deduir formes de lent sense aberracions geomètriques en el focus, conegudes com a lents asfèriques. En les parts restants del tractat tractà sobre els espills parabòlics, els el·lipsoïdals, les lents biconvexes i tècniques per a dibuixar arcs d'hipèrbola.